# ТЕЦ Gulf NRV 1, 2
14°55′44″ пн. ш. 102°10′38″ сх. д. / 14.92889° пн. ш. 102.17722° сх. д.
ТЕЦ Gulf NRV 1, 2 — теплоелектроцентраль, яка споруджена у тайській провінції Накхонратчасіма.
У 2019 році на майданчику станції стали до ладу два однотипні парогазові блоки комбінованого циклу номінальною потужністю по 128,2 МВт, в кожному з яких дві газові турбіни живлять через відповідну кількість котлів-утилізаторів одну парову турбіну. Окрім виробництва електроенергії кожен блок може постачати підприємствам індустріальної зони технологічну пару в обсягах 10 тонн на годину.
Кожен блок отримав 25-річний контракт на викуп 90 МВт потужності державною електроенергетичною компанією Electric Generating Authority of Thailand (EGAT).
Як паливо станція використовує природний газ, який надходить до провінції по трубопроводу WK5 – Накхонратчасіма.
Проект реалізували через Gulf NRV1 Company Limited (GNRV1) та Gulf NRV2 Company Limited (GNRV2), власниками яких із частками 70 % та 30 % є Gulf Energy Development Public Company (найбільший тайський приватний інвестор в електроенергетику) та японська Mitsui.